# Risipeni
Risipeni est une commune de Moldavie, dans le raion de Fălești. Outre Risipeni, elle comprend aussi le village de Bocșa.
Au recensement de 2014, la commune comptait 1 913 habitants.

## Personnalités liées
- Maia Sandu (née en 1972), présidente de la République de Moldavie